# رونالد بي. كاميرون
رونالد بي. كاميرون (بالإنجليزية: Ronald B. Cameron)‏ هو محامي وسياسي أمريكي، ولد في 16 أغسطس 1927 بكانساس سيتي في الولايات المتحدة، وتوفي في 1 فبراير 2006 في الولايات المتحدة. حزبياً، نشط في الحزب الديمقراطي. انتخب عضو جمعية ولاية كاليفورنيا وانتخب عضو مجلس النواب الأمريكي.